# Atle (isbrytare, 1925)
Atle, ursprungligen Statsisbrytaren, var en svensk isbrytare, som byggdes av AB Lindholmen-Motala i Göteborg 1925. Statsisbrytaren var den första svenska isbrytare som helt ägdes och drevs av staten. I samband med beställningen av den andra statsisbrytaren, Ymer, bytte hon namn 1930 till Atle. Fartyget tjänstgjorde i 40 år, tills hon utrangerades år 1966 och skrotades året därpå.

## Utformning

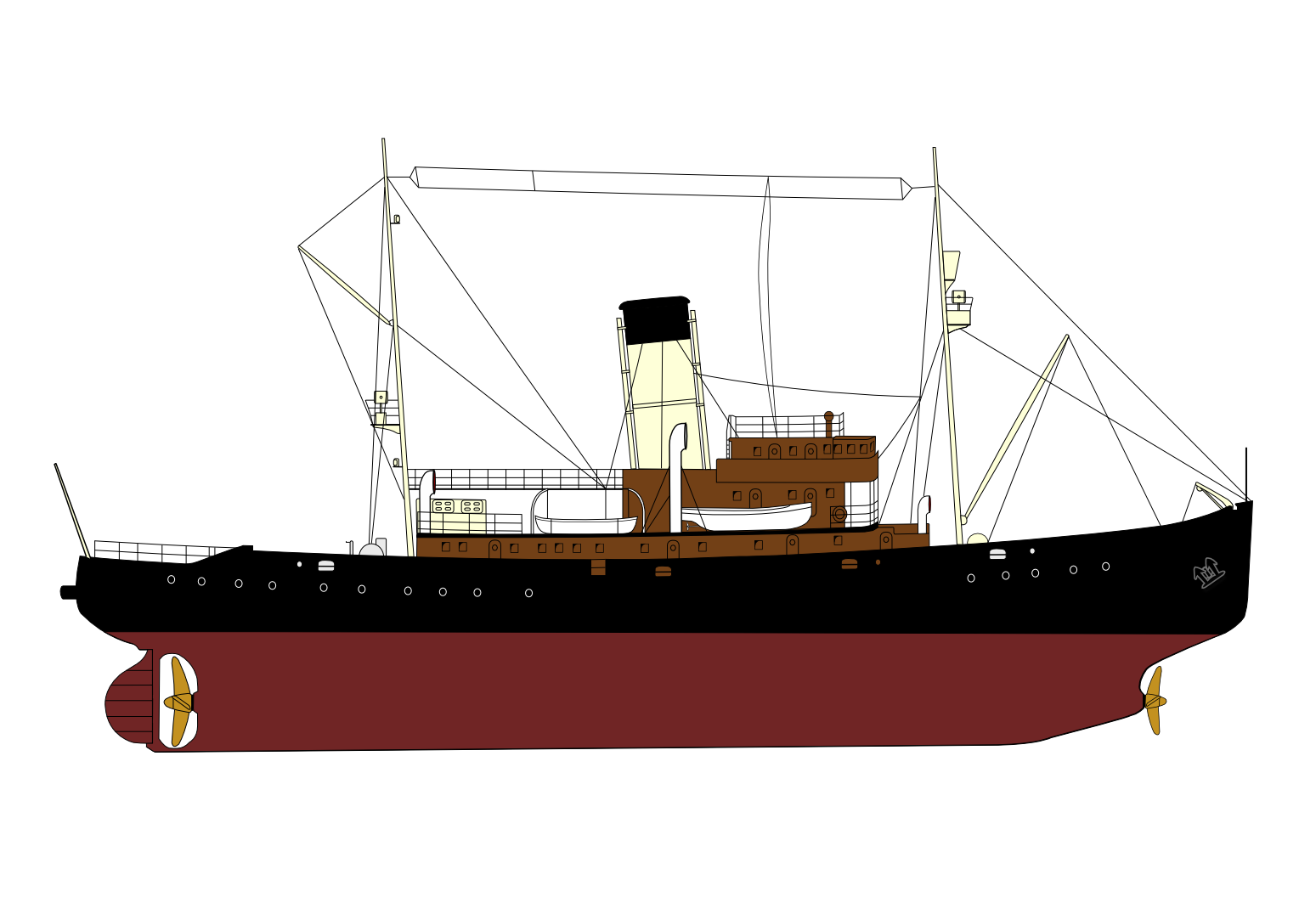
Ritning av Atle.

### Maskineri
Atle hade en förlig och en akterlig propeller. I samband med beställningen år 1925 diskuterades diesel-elektrisk drift. Detta ansågs emellertid denna tid alltför oprövat, och man valde istället ett konventionellt ångmaskineri med 4 oljeeldade ångpannor med 3 eldstäder vardera. Dessutom fanns en ångturbindriven pump som hanterade vattenöverföringen mellan krängningstankarna, ett ångdrivet ankarspel och två likströmsgeneratorer på 110 V/15 kW för strålkastare, övrig belysning, radio med mera.

### Inredning
Officerarna var förlagda i enkelhytter, övrigt befäl i enkel- och dubbelhytter. Alla hytterna saknade egen toalett och tvättrum utom chefshytten, som hade en särskild sovhytt med tillhörande badrum. Manskapet sov i hängkojar. Även om det är förhållanden som inte längre förekommer inom sjöfarten, ansågs hon för sin tid ha hög standard för ett örlogsfartyg. Kommandobryggan var helt öppen.

## Verksamhet
Under andra världskriget var isbrytaren bestyckad med fyra 57 mm kanoner m/89 och fyra luftvärnskulsprutor. Besättningen ökades samtidigt till 71 personer.
Mot slutet av sin verksamma tid var Atle väldigt sliten, med åldrade och läckande ångpannor. Hon såldes därför för upphuggning 1966 och skrotades året därpå.